# Schutzausrüstung (Kampfsport)
Die Schutzausrüstung beim Kampfsport ist je nach Sportart unterschiedlich ausgeprägt und dient sowohl dem Eigenschutz als auch dazu, Verletzungen des Gegners zu vermeiden. Sind bei einem Wettkampf Wirkungstreffer erwünscht, so unterscheidet sich die dort getragene Schutzausrüstung oft von derjenigen, die im Training getragen wird.
Die Standardausrüstung der meisten Kampfsportarten lässt sich wie folgt aufgliedern:
- Kopfschutz
- Zahnschutz
- Tiefschutz
- Faustschutz
- Spannschutz
- Schienbeinschutz
- Ellbogenschutz
- Unterarmschutz
- Knieschutz
- Kampfweste
- Brustschutz

Die einzelnen Teile können je nach Bedarf beliebig kombiniert oder weggelassen werden.
Darüber hinaus gibt es noch eine Reihe von Kampfsportarten, bei denen eine spezielle Schutzausrüstung notwendig ist. Zu ihnen zählen, unter anderen, Fechten (Fechtmaste und -anzug) und im Kendo die Bōgu.
Bei Budosportarten wird meist ein spezieller Kampfanzug, der Keiko-Gi oder kurz „Gi“, getragen.